# Manny Manuel
Cruz Manuel Hernández Santiago (Orocovis; 1 de diciembre de 1972), conocido artísticamente como Manny Manuel, es un cantautor y músico puertorriqueño-estadounidense de género merengue, apodado "El Rey de Corazones".

## Primeros años
Ya desde temprana edad mostró interés por la música. En sus inicios, solo interpretó música folclórica de su país, aunque más tarde Manuel se integró al grupo de las merengueras Mayra y Celinés, pasando luego a formar parte de Los Sabrosos del Merengue. En este grupo, Manny Manuel demostró su talento como cantante y bailarín.

## Carrera
En 1993 se lanza como solista, grabando un álbum con cortes de baladas titulado: "¡Especialmente para ti!". Al año siguiente, en 1994 debuta con su propia orquesta y bajo el sello de RMM Records, graba el disco "Rey de corazones". Este disco le lleva a varios países, tales como República Dominicana y Venezuela, entre muchos más.
Después del éxito del "Rey de corazones", en 1996 graba el álbum titulado: "Auténtico". Este álbum contó con la colaboración de compositores dominicanos como Ramón Orlando y Anthony Ríos, entre otros.
En 1998 lanza "Es mi tiempo", ganador de disco de oro en España y con una preventa de 150,000 unidades. Con él trajo el éxito "Cómo duele", compuesto por el dominicano Raldy Vásquez. 
En 1999 lanza "Lleno de vida", producción nominada al Latin Grammy en la categoría de merengue, y con ella regresa en concierto al Coliseo Roberto Clemente, donde se grabó su primer disco en concierto lanzado en el año 2000.
En 2002 debuta en el sello Universal Music Latin Entertainment presentando su compacto "Manny Manuel". En 2003 grabó "Serenata", un disco de boleros del ayer acompañado por un trío.
En 2004 Manny lanzó su segundo álbum de boleros "Nostalgia", nominado al Grammy Latino, como secuela al exitoso lanzamiento de "Serenata".
En 2007 presentó su nuevo disco "Tengo tanto". En este disco Manny Manuel da un salto al pop y fusiona ritmos caribeños. Además, presenta un dueto con la intérprete española Chenoa. Este álbum lo lleva a diferentes países, y en 2008 lanza "Manny Manuel en vivo".
El 17 de agosto de 2010 lanzó su nueva producción discográfica "Rayando el sol", donde presenta versiones en merengue de canciones del grupo mexicano Maná.
En 2013 se convirtió en uno de los participantes del programa "Mira Quién Baila" de Univisión. En 2014, bajo el sello Venemusic, lanza "Serenata Vol. 2", producido por Máximo Torres.
En 2015, con "Merengueando los clásicos", Manny Manuel le rinde homenaje a la música y cultura de la República Dominicana. En el año 2016 Manny Manuel presentó "Pégate de mi mambo", alcanzando la posición número uno de ventas entre los álbumes latinos más vendidos en Estados Unidos y Puerto Rico, según la revista Billboard. El primer sencillo promocional "Por tu respiración" cuenta con un vídeo, grabado en Puerto Rico y dirigido por Carlos Martín. Manny Manuel fue nominado a los Premios Billboard de la Música Latina en la categoría de Tropical Albums por su trabajo "Pégate de mi mambo".
En los carnavales de 2019, en Gran Canaria, subió al escenario en aparente estado de embriaguez y, ante los abucheos por su nefasta actuación, la propia concejala de la jurisdicción le invitó a abandonar el escenario.
A finales de 2020 fue entrevistado por el Youtuber "MoluscoTV". En dicha entrevista habló de hechos de su pasado y reconoció su homosexualidad. 

## Discografía
- Especialmente para ti! (1994)
- Rey de corazones (1994)
- Auténtico (1996)
- Es mi Tiempo (1998)
- Lleno de vida (1999)
- En vivo (2000)
- Manny Manuel (2002)
- Serenata (2003)
- Nostalgia (2004)
- Tengo tanto (2007)
- Manny Manuel en Vivo (2008)
- Rayando el sol (2009)
- Contra la marea (2012)
- Serenata Vol. 2 (2014)
- Merengueando los clásicos (2015)
- Pégate de mi mambo  (2016)
- Amar es algo más (Single) (2018)
- Quiero que vuelvas (Single) (2019)
- Adiós amor (Single) (2020)
- Viva la Vida (Single) (2021)
- Road Trip (2022)
- Líder (2025)